# San Juan de los Lagos Estación
San Juan de los Lagos Estación är en ort i Mexiko.   Den ligger i kommunen Encarnación de Díaz och delstaten Jalisco, i den centrala delen av landet, 400 km nordväst om huvudstaden Mexico City. San Juan de los Lagos Estación ligger 1 844 meter över havet och antalet invånare är 489.
Terrängen runt San Juan de los Lagos Estación är en högslätt. Runt San Juan de los Lagos Estación är det ganska tätbefolkat, med 56 invånare per kvadratkilometer. Närmaste större samhälle är Encarnación de Díaz, 11,5 km norr om San Juan de los Lagos Estación. I omgivningarna runt San Juan de los Lagos Estación växer huvudsakligen savannskog.